# Coco Jamboo
„Coco Jamboo” – singel niemieckiej grupy Mr. President, wykonującej muzykę eurodance. Została wydana w marcu 1996 jako główny singel z ich drugiego albumu studyjnego We See the Same Sun. Piosenka stała się hitem w wielu krajach europejskich, osiągając numer jeden w Austrii, Czechach, na Węgrzech, w Szwecji i Szwajcarii, jak i w Stanach Zjednoczonych, osiągając 21. miejsce na liście Billboard Hot 100 we wrześniu 1997.
Mr. President zdobył w 1997 roku w Niemczech nagrodę Echo za najlepszy singiel z gatunku dance za utwór „Coco Jamboo”.

## Teledysk
Teledysk do piosenki, wydany w kwietniu 1996 roku, wyreżyserował go John Buche. Przedstawia członków zespołu spacerujących po plaży i śpiewających piosenkę. Został nakręcony w Carúpano, małym mieście położonym na wybrzeżach Wenezueli. Film pokazuje w szczególności Playa Medina i Plaza Santa Rosa, dwa turystyczne miejsca w Carúpano, a także część karnawału Carúpano, jednego z najbardziej znanych karnawałów w Wenezueli.

## Lista utworów

### Wydanie na 7"[3]
1. „Coco Jamboo” (Radio Edit) – 3:38
2. „Coco Jamboo” (C.C.’s R&B Mix) – 4:16

### Wydanie na 12"[4]
A1. „Coco Jamboo” (Extended Version) – 5:42
A2. „Coco Jamboo” (Groove Version) – 6:02
A3. „Coco Jamboo” (Put In On Another Version) – 3:17
B1. „Coco Jamboo” (Mousse T.’s Extended Club Mix) – 6:15
B2. „Coco Jamboo” (Mousse T.’s Dangerous Dub) – 6:17
B3. „Coco Jamboo” (Mousse T.’s Instrumental Club Mix) – 6:15

### Wydanie na CD[5]
1. „Coco Jamboo” (Radio Version) – 3:37
2. „Coco Jamboo” (Extended Version) – 5:42

### Wydanie na CD Maxi[6]
1. „Coco Jamboo” (Radio Version) – 3:37
2. „Coco Jamboo” (Extended Version) – 5:42
3. „Coco Jamboo” (Groove Version) – 6:02
4. „Coco Jamboo” (Mousse T.’s Club Mix – Radio Edit) – 3:10
5. „Coco Jamboo” (Mousse T.’s Extended Club Mix) – 6:15
6. „Coco Jamboo” (Mousse T.’s Dangerous Dub) – 6:17
7. „Coco Jamboo” (Instrumental Version) – 3:33
8. „Coco Jamboo” (Put In On Another Version) – 3:17

### Wydanie na CD Maxi (The Remixes)[7]
1. „Coco Jamboo” (C.C.’s R & B Mix) – 4:14
2. „Coco Jamboo” (Chico Y Chico Tribal Radio Mix) – 3:42
3. „Coco Jamboo” (Candy Club Remix) – 5:46
4. „Coco Jamboo” (Candy Club’s Ragga Jump) – 5:03
5. „Coco Jamboo” (Chico Y Chico Tribal Remix) – 6:36
6. „Coco Jamboo” (Original Radio Version) – 3:38

## Listy przebojów (1996–1997)
| Państwo                               | Najwyższa pozycja |
| ------------------------------------- | ----------------- |
| Australia (ARIA)                      | 7                 |
| Austria (Ö3 Austria Top 40)           | 1                 |
| Belgia (Ultratop 50 Flandria)         | 11                |
| Belgia (Ultratop 50 Walonia)          | 17                |
| Czechy (IFPI CR)                      | 1                 |
| Dania (Tracklisten)                   | 4                 |
| Europa (European Hot 100)             | 4                 |
| Finlandia (Suomen virallinen lista)   | 3                 |
| Francja (SNEP)                        | 28                |
| Holandia (MegaCharts)                 | 2                 |
| Holandia (Single Top 100)             | 3                 |
| Irlandia (IRMA)                       | 3                 |
| Islandia (Íslenski Listinn Topp 40)   | 24                |
| Kanada (Top Singles RPM)              | 37                |
| Kanada (Dance/Urban RPM)              | 15                |
| Niemcy (Media Control)                | 2                 |
| Norwegia (VG-lista)                   | 2                 |
| Nowa Zelandia (Recorded Music NZ)     | 9                 |
| Stany Zjednoczone (Billboard Hot 100) | 21                |
| Szkocja (OCC)                         | 9                 |
| Szwajcaria (Singles Top 100)          | 1                 |
| Szwecja (Sverigetopplistan)           | 1                 |
| Wielka Brytania (UK Singles Chart)    | 8                 |
| Wielka Brytania (UK Dance Chart)      | 20                |

| Państwo                       | Najwyższa pozycja |
| ----------------------------- | ----------------- |
| Austria (Ö3 Austria Top 40)   | 7                 |
| Belgia (Ultratop 50 Flandria) | 69                |
| Belgia (Ultratop 50 Walonia)  | 94                |
| Europa (European Hot 100)     | 14                |
| Francja (SNEP)                | 91                |
| Holandia (MegaCharts)         | 24                |
| Holandia (Single Top 100)     | 26                |
| Niemcy (Media Control)        | 8                 |
| Szwajcaria (Singles Top 100)  | 7                 |
| Szwecja (Sverigetopplistan)   | 6                 |

## Certyfikaty
| Państwo                           | Certyfikat      |
| --------------------------------- | --------------- |
| Australia (ARIA)                  | platynowa płyta |
| Austria (IFPI Austria)            | złota płyta     |
| Niemcy (BVMI)                     | platynowa płyta |
| Nowa Zelandia (Recorded Music NZ) | złota płyta     |
| Norwegia (IFPI Norway)            | platynowa płyta |
| Szwajcaria (IFPI Switzerland)     | złota płyta     |
| Szwecja (GLF)                     | złota płyta     |
| Wielka Brytania (BPI)             | srebrna płyta   |

## Wersja świąteczna
W okresie świątecznym w 1996 zespół wydał świąteczną wersję utworu „Coco Jamboo”, zawierającą nowe teksty i świąteczny instrumental. Obecnie można go oglądać w serwisie YouTube.